# Източен регион (Буркина Фасо)
Източният регион (на френски: Est) е един от 13-те региона на Буркина Фасо. Граничи с Бенин и Нигер. Площта му е 46 228 квадратни километра, а населението е 1 777 738 души (по изчисления за юли 2018 г.). Столицата на региона е град Фада Нгурма. Разделен е на 5 провинции Гнаня, Гурма, Комонджари, Компиенга и Тапоа.